# Lenn a mély völgy ölén
A Lenn a mély völgy ölén kezdetű hat szólamú kánon William Hayes(en) szerzeménye.

## Kotta és dallam
Az eredeti szöveg Kerényi György fordításában:
Karácsony ünnepén, kegyes keresztények,

zengjen, zengedezzen örvendező ének:

áldás, békesség, alleluja!

## Felvételek
- Philip Hayes(en):  Canon: Ubi sunt gaudia. YouTube (2013. november 22.)  (Hozzáférés: 2016. szeptember 17.) (hegedű és zongora)